# ستيفن جورج
ستيفن جورج (بالإنجليزية: Stephen George)‏ هو طبال أمريكي، ولد في القرن العشرين.

## وصلات خارجية
- الموقع الرسمي
- ستيفن جورج على موقع ميوزك برينز (الإنجليزية)
- ستيفن جورج على موقع أول ميوزيك (الإنجليزية)
- ستيفن جورج على موقع ديسكوغز (الإنجليزية)